# الدير (القليوبية)
الدير إحدى قرى مركز طوخ التابع لمحافظة القليوبية بجمهورية مصر العربية.

## التاريخ
قرية الدير من القرى القديمة، حيث وردت باسم «دير نجطهر» المعروفة باسم «دير أولاد ختيم» في أعمال الشرقية ضمن قرى الروك الصلاحي التي أحصاها ابن مماتي في كتاب قوانين الدواوين، كما وردت باسم «دير نجطهر» من أعمال القليوبية ضمن قرى الروك الناصري التي أحصاها ابن الجيعان في كتاب «التحفة السنية بأسماء البلاد المصرية». وفي العصر العثماني وردت باسم «دير بني حرام» المعروفة بـ «الدير» في التربيع العثماني الذي أجراه الوالي العثماني سليمان باشا الخادم في عصر السلطان العثماني سليمان القانوني ضمن قرى ولاية القليوبية، وفي تاريخ 1228هـ/1813م الذي عدّ قرى مصر بعد المسح الذي قام به محمد علي باشا باسم «الدير» ضمن قرى مديرية القليوبية.

## السكان
بلغ عدد سكان الدير 21,320 نسمة، حسب الإحصاء الرسمي لعام 2006.